# Казахи в Кыргызстане
Казахи в Кыргызстане (каз. Қырғызстандағы қазақтар) — жители Кыргызстана казахского происхождения. Одно из крупных национальных меньшинств Кыргызстана.

## История
Возникновение казахской диаспоры в Кыргызстане связано исторической и географической близостью двух братских народов. Большая часть казахов переселилась на территорию современного Кыргызстана в 30-е годы XX века во время насильственной коллективизации и голода, которая на территории современного Казахстана имела особенно жёсткий характер. Некоторые из них умирали от голода и вследствие дороги, полной страдания, другие смогли здесь поселиться. Многие из потомков выживших и по сей день живут в Кыргызстане.

## Численность и расселение
По переписи 1999 года казахи составляли 0,9 % населения страны или около 43 тыс. чел. В основном дисперсно проживают в приграничных с Казахстаном областях на севере страны, в городах и сёлах Чуйской, Иссык-Кульской и Таласской областей, а также в столице Бишкеке.
В региональном разрезе по числу казахов выделялись Чуйская область (17 510 чел.), Бишкек (12 064 чел.), Иссык-Кульская область (6979 чел), Таласская область (3604 чел), Джалал-Абадская область (1 130 чел), Ошская область (1200 чел), Нарынская область (394 чел.) и Баткенская область (376 чел).
На 1 января 2012 года казахов в Киргизии было 32 981

## Миграция
По переписи 1999 г. в Кыргызстане было 42 657 казахов, численность казахов сокращается в результате выезда за пределы Кыргызстана, так в только за 2008 год убыль за счёт миграции составила 701 чел. или 2,1 % численности казахов, в 2009 г. убыль составила 630 чел. или 1,9 %, в 2010 г. — убыль 759 чел. или 2,3 %. Численность казахов в Кыргызстане сокращается, так согласно переписи 2009 года их число составило 33,2 тыс. чел., а на 1 января 2011 года их число оценивается в размере 32,9 тыс. чел.. Казахи Кыргызстана переселяются в Казахстан по программе репатриации на историческую родину не столько по этническим причинам (казахские обычаи не имеют заметных отличий от киргизских, языки близкородственны и взаимопонятны), сколько по чисто экономическим. По данным Национального статистического комитета Кыргызстана в период 1990—2013 гг. наблюдалась следующая внешняя (по отношению к Кыргызстану) миграция киргизских казахов:
| Год  | Выезд чел. | Приезд чел. | Сальдо чел. |
| ---- | ---------- | ----------- | ----------- |
| 1990 | 1345       | 1686        | 341         |
| 1991 | 1262       | 1529        | 267         |
| 1992 | 1512       | 1104        | -408        |
| 1993 | 1603       | 767         | -836        |
| 1994 | 870        | 657         | -213        |
| 1995 | 702        | 569         | -133        |
| 1996 | 591        | 445         | -146        |
| 1997 | 415        | 366         | -49         |
| 1998 | 430        | 266         | -164        |
| 1999 | 424        | 198         | -226        |
| 2000 | 507        | 150         | -357        |
| 2001 | 724        | 108         | -616        |
| 2002 | 1008       | 105         | -903        |
| 2003 | 916        | 103         | -813        |
| 2004 | 911        | 72          | -839        |
| 2005 | 1197       | 63          | -1134       |
| 2006 | 1332       | 90          | -1242       |
| 2007 | 1091       | 95          | -996        |
| 2008 | 775        | 74          | -701        |
| 2009 | 737        | 107         | -630        |
| 2010 | 870        | 111         | -759        |
| 2011 | 662        | 112         | -550        |
| 2012 | 309        | 78          | -231        |
| 2013 | 305        | 69          | -236        |
| 2014 | 296        | 89          | -207        |
| 2015 | 204        | 58          | -146        |

Из сведений, предоставленных Национальным статистическим комитетом Кыргызстана, видно, что начиная с 1992 года (когда Кыргызстан стала независимым государством) наблюдается отрицательное сальдо внешней миграции казахов Кыргызстана. За период 1992—2015 гг. отрицательное сальдо миграции составило 12 535 человек. Именно это стало одной из главных причин сокращения как абсолютной численности, так и доли казахов в населении Кыргызстана.
Данные переписи населения Казахстана 1999 года зафиксировали 2595 казахов, прибывших в Казахстан из Кыргызстана в период 1989—1998 гг., а согласно данным переписи 2009 года в Казахстане насчитывалось 8337 казахов, прибывших в Казахстан из Кыргызстана в период 1999—2008 гг. из них 2524 киргизских казаха поселились в Жамбылской области, 1515 в Алма-Ате, 1140 в Алматинской области, 1097 в Южно-Казахстанской области.
Определённое влияние на численность казахов оказывает и их ассимиляция киргизами.